# Charles-Omer Garant
Pour les articles homonymes, voir Garant.
Charles-Omer Garant, né à Lévis en 1899 et mort en 1962, est un professeur et évêque québécois.

## Biographie
Après des études de théologie au Séminaire de Québec, il est ordonné prêtre en 1923.
Il est professeur de théologie dogmatique au Séminaire de Québec, puis, après quatre années d'études de 1924 à 1928 à Rome, à l'Institut biblique pontifical et à Jérusalem, il est nommé, lors de son retour au Canada, professeur d’Écriture sainte, d’hébreu et de grec biblique à l'Université Laval à Québec.
Il devient professeur agrégé au Grand Séminaire de Québec en juin 1937, puis est successivement son assistant-directeur, préfet des études et secrétaire de la Faculté de théologie de l'Université Laval, puis son doyen de 1946 à 1948. Avec trois autres prêtres professeurs, Georges-Henri Lévesque, Georges-Léon Pelletier et Alphonse-Marie Parent, il participe en 1938 à la refondation de l'École des sciences sociales.
Intéressé aux questions sociales et au syndicalisme, Charles-Omer Garant soutient la doctrine sociale de l'Église catholique et influence l'œuvre du prêtre et sociologue Gérard Dion.
De 1935 à 1948, Garant est aumônier des Associations patronales catholiques du Québec et un membre actif de la Commission sacerdotale d'études sociales (CSES),, qu'il doit cependant quitter lors de son élévation à l'épiscopat, tout en continuant à suivre de près ses activités.

### Évêque
Charles-Omer Garant est nommé évêque auxiliaire de Québec en 1948,, poste qu'il occupe jusqu'à sa mort. Il est également nommé secrétaire de l'Assemblée des évêques du Québec.
En 1949 il prend parti en faveur des grévistes lors de la grève de l'amiante. Il est alors considéré comme un des membres les plus progressistes de l'épiscopat canadien.
Avec le journaliste et professeur Jean-Charles Bonenfant (1912-1977), il fonde l'Association des anciens de l'Université Laval en 1948, qui deviendra par la suite Association des diplômés de l'Université Laval (ADUL) en 1988.
Il meurt à Québec le 21 octobre 1962 des suites d’une longue maladie, à l'âge de 63 ans.

## Publications
- L'Église et le problème politique (tract n° 8 de l'Action sociale catholique[11]), plaquette de 12 pages, 1935
- L’Église au secours de la société, recueil de conférences, 1937[12]